# 宽西 (摩泽尔省)
宽西（法語：Coincy，法語發音：[kwɛ̃si]）是法国摩泽尔省的一个市镇，属于梅斯区。

## 地理
宽西（49°6'33"N, 6°16'59"E）面积7.15 平方千米，位于法国大東部大區摩泽尔省，该省份为法国东北部内陆省份，是洛林的一部分，西南接默尔特-摩泽尔省，东临下莱茵省，北与卢森堡和德国接壤。
与宽西接壤的市镇（或旧市镇、城区）包括：阿尔斯-拉克内克西、马尔西伊、梅斯、努伊、旺图、奥日-蒙图瓦-弗朗维尔。

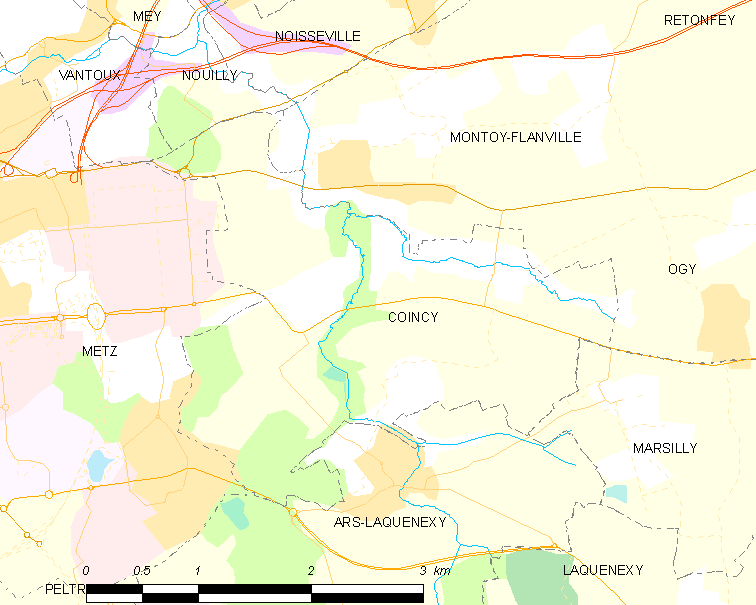
的OSM定位图

宽西的时区为UTC+01:00、UTC+02:00（夏令时）。

## 行政
宽西的邮政编码为57530，INSEE市镇编码为57145。

## 政治
宽西所属的省级选区为梅斯地区县。

## 人口

1962-2008年间人口变化图示

宽西于2022年1月1日时的人口数量为326人。